# Bolesław Fotygo-Folański

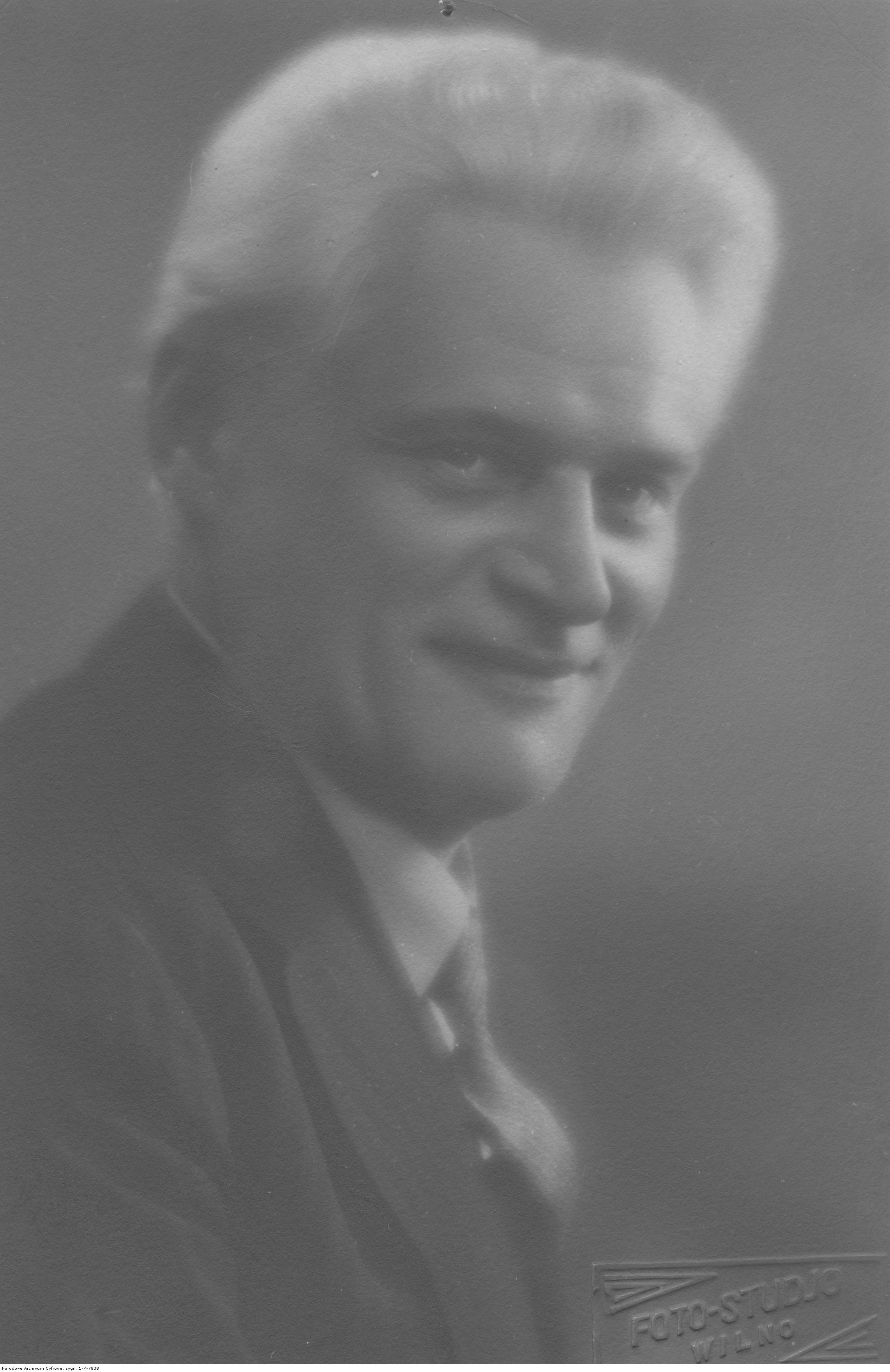
Bolesław Fotygo-Folański, vor 1939

Bolesław Fotygo-Folański (* 15. Mai 1883 in Warschau; † 29. Dezember 1954 in Katowice) war ein polnischer Schauspieler, Opernsänger und -regisseur.
Folański absolvierte von 1892 bis 1895 eine Ballettausbildung in Warschau und war dann bis 1901 Sänger im Chor der Warschauer Opernbühnen. Von 1908 bis 1913 trat er unter dem Namen Fotygo in Posen, 1914 in Warschau und 1915 in Lemberg als Theaterschauspieler auf. Von 1918 bis 1920 war er Direktor des Opern- und Operettenhauses in Lemberg.
Nach Engagements am Teatr Nowości (1921–22) und Teatr Stańczyk (1922) in Warschau und dem Teatr Wielki in Wilna war er von 1923 bis 1930 Opern- und Operettenregisseur am Teatr Wielki in Posen. In dieser Funktion wirkte er dann in Lemberg (1930–31), Toruń (1933–34) und Bydgoszcz (1934–35). Nach dem Krieg arbeitete er 1945 als Regisseur in Krakau, 1946–47 in Łódź und ab 1948 an der Schlesischen Oper in Bytom.

## Quelle
- Encyklopedia Teatru Polskiego – Bolesław Folański

| Personendaten    | Personendaten                         |
| ---------------- | ------------------------------------- |
| NAME             | Fotygo-Folański, Bolesław             |
| KURZBESCHREIBUNG | polnischer Opernsänger und -regisseur |
| GEBURTSDATUM     | 15. Mai 1883                          |
| GEBURTSORT       | Warschau                              |
| STERBEDATUM      | 29. Dezember 1954                     |
| STERBEORT        | Katowice                              |